# Филарет Глински
Филарет Глински (рођ. Тома Данилевски; 1777.-1841.) - православни монах; игуман и рестауратор Глинске испоснице.
Канонизован од стране Украјинске православне цркве (Московска патријаршија) за локално поштовање као светитеља.

## Биографија
Тома Данилевски је рођен 1773. године у Западној Украјини у породици православних козака. Научивши да чита и пише, ушао је као клирик у помесну сеоску цркву, али је убрзо отишао да путује по светим местима и настанио се у Кијево-печерској лаври. У послушности келијеру и канонарху, Тома је прилично дуго живео у Кијеву.
Године 1802. Тома Данилевски се преселио у Софроњево-Молченску печерску испосницу, заузео тамо место регистранта и исте године постао монах са именом Филарет; 1803. године рукоположен за јерођакона, 1806. године - за јеромонаха. Филарет је постављен за декана манастира и са великом несебичношћу предавао се разним монашким подвизима: усамљености, безмолвију, посту, бдењу, клечењу и непрестаној молитви; волео је да пише музичке књиге и написао је 4 комплетне „ирмологије“.
Отац Филарет је 11. маја 1817. године постављен за обновитеља Глинске Рождества Пресвете Богородице Испоснице, која је у сваком погледу била веома запуштена; и материјално и духовно. Филарет је са свим могућим жаром приступио исправљању ситуације: забранио је пријем жена у келије, увео је светогорски статут у богослужење, и као узоран путоказ увео у манастир слогу и сјај.
Дана 5. јула 1821. године, Филарет Данилевски је лично представљен цару Александру I Павловичу и замолио га да повећа особље пустиње, додели манастиру 300 јутара шуме и плати дугове. Руски цар је пристао да помогне.
Глас о просперитету Глинске испоснице проширио се и привукао многе донаторе. У манастиру су се појавиле нове зграде, обновљена је сакристија, а монаси су представљали школу побожности и пример врлине.
Филаретова дела треба да садрже и 4 статута, које је он саставио по правилима светогорског конака, за женске манастире Курске, Оренбуршке и Јекатеринбуршке епархије, као и „Дуго учење за новопостриженог монаха“, штампано год. 1824 и послат свим епархијама Руске цркве. Игуман Филарет оставио је монасима таква аскетска упутства као што су, на пример, „Пре и после постриговања“, „О положају исповедника који служи монахињама“. Кроз његове радове, засноване на усменом предању, састављена је „Историја Глинског рођења Богородице Мушке испоснице“.
Филарет Данилевски је преминуо 31. марта (12. априла) 1841. године у повереном му манастиру.
Свети Синод Украјинске Православне Цркве Московске Патријаршије одлучио је 8. маја 2008. да канонизује 13 подвижника Глинске испоснице, међу којима је био и Филарет. Опште сећање у Саборном храму Глинских светаца одређено је да се 22. септембра.
Сам манастир, после Октобарске револуције, затворили су бољшевици и тек након распада СССР-а и стицања независности Украјине, Глинска испосница је поново отворена августа 1994. године.